# Rusko-turski rat (1686. – 1700.)
Rusko-turski rat (1686. – 1700.) bio je samo jedan od niza zajedničkih Europskih vojnih napora protiv Osmanskog Carstva. Ovaj veliki vojni sukob poznat je i kao Veliki turski rat.
Rusko-turski rat (1686. – 1700.) otpočeo je kad se Moskovsko Carstvo pridružilo europskoj protuosmanskoj koaliciji – Sveta Liga (1684.), koju su 1686. tvorile: Habsburška Monarhija, Poljsko-Litavska Unija, Sveto Rimsko Carstvo i Mletačka Republika. Tijekom rata, Ruska vojska organizirala je Krimske pohode 1687. i 1689. godine, i Azovske pohode 1695. – 1696. godine
Dok se je Rusija pripremala za nastavka rata sa Švedskom i Osmanskim Carstvom, ostale članice Svete Lige potpisale su Mir u Srijemskim Karlovcima s Turskom 1699. Ruska vlada, potpisala su  Ugovor o miru u Konstantinopolisu s Osmanskim Carstvom 1700., i time je završio rat.